# Yo-kai Watch 3
Yo-kai Watch 3 (妖怪ウォッチ３?) es un videojuego de rol desarrollado y publicado por Level-5 para Nintendo 3DS. Es el tercer videojuego de la serie Yo-kai Watch, lanzado inicialmente en dos versiones, Sushi y Tempura en Japón en julio de 2016. Una tercera versión del videojuego, subtitulada Sukiyaki, fue lanzada en Japón en diciembre de 2016, añadiendo pequeñas mejoras sobre las versiones originales del videojuego. Una versión en inglés basada en Sukiyaki fue lanzada en las regiones PAL en diciembre de 2018, y en Norteamérica dos meses después.
El videojuego sigue las historias interconectadas de dos protagonistas que poseen relojes que les permiten ver, entablar amistad e invocar a los míticos espíritus japoneses llamados Yo-kai: Nathan Adams, un chico de 11 años que se ha mudado recientemente a la ficticia ciudad de St. Peanutsburg, en el sur de Estados Unidos, y Valeria Luna, una autodenominada "marginada" otaku que trata con Yo-kai en la ciudad de Springdale, al norte del estado. A diferencia de los dos primeros videojuegos, el jugador no puede elegir a Katie Forester como protagonista en lugar de Nathan Adams.
El videojuego recibió reseñas generalmente positivas de los críticos, pero fue considerado un fracaso comercial fuera de Japón y es, hasta la fecha, el último título de la serie en lanzarse internacionalmente.

## Sinopsis
Nathan Adams se ha trasladado de la ciudad de Floridablanca al pueblo sureño de "San Peanutsburgo" en EE. UU., después de que su padre fuera trasladado allí. Los Yo-kai que rodean EE. UU. tienen su correspondiente aspecto y habilidades «americanas» y son conocidos como «Yo-kai Merican». A diferencia de los dos primeros videojuegos, el jugador no puede elegir entre Adams y una protagonista femenina equivalente, Katie Forester, cuyo rol lo asume Valeria Luna.
Mientras tanto, de vuelta a Floridablanca, que sirvió como escenario de los primeros dos videojuegos, Valeria Luna forma un equipo de detectives Yo-kai para resolver misterios y peticiones de Yo-kai y humanos.

## Desarrollo
Level-5 anunció los detalles de Yo-kai Watch 3 en una conferencia de prensa en abril de 2015. Los desarrolladores prometieron que al menos tres actualizaciones de características a gran escala seguirían al lanzamiento del videojuego.
Los detalles de la tercera versión del videojuego, Sukiyaki, se anunciaron en octubre de 2016. Sukiyaki incluyó un modo multijugador independiente basado en el videojuego derivado Yo-kai Watch Blasters, la posibilidad de desbloquear a dioses Yo-kai enlazando las tres versiones, y una submisión que se vincularía a la historia de la tercera película de Yo-kai Watch, Yo-kai Watch: Soratobu Kujira to Double no Sekai no Daibōken da Nyan! El modo Tesoro de Yo-kai Watch Blasters se añadió a Sushi y Tempura como primera gran actualización, tras el lanzamiento de Sukiyaki.
La versión 3.0 de Yo-kai Watch 3 se lanzó en el segundo trimestre de 2017, añadiendo nuevas misiones, localizaciones, mazmorras y Yo-kai. La siguiente actualización importante, la versión 4.0, se lanzó en el tercer trimestre de 2017, con similares características añadidas.

### Localización en inglés
La versión original japonesa (y en general, las versiones no inglesas) implica un cambio de cultura de un entorno japonés a uno estadounidense; en lugar de un cambio similar para la versión en inglés, dicha versión de Yo-kai Watch 3 enmarca el mismo cambio de Floridablanca a EE. UU. como un movimiento de una interpretación japonesa de una ciudad estadounidense promedio a una representación del sur de Estados Unidos. Los contrastes culturales que experimenta el protagonista se modifican para resaltar el choque cultural entre lo que está acostumbrado en el norte de los Estados Unidos y la cultura de una ciudad en el sur de los Estados Unidos. Para hacer que la localización se sienta más "realista", la naturaleza incómoda de este choque cultural a menudo se muestra con fines cómicos. Por ejemplo, uno de los primeros elementos de la trama en la versión original japonesa del juego consistía en que el protagonista no se entendía con los residentes locales porque no sabía inglés, con un mínimo de comedia directa. En la versión localizada al inglés, el protagonista no logra entender el acento sureño de los habitantes, lo que se convierte en una premisa cómica.
Según la cobertura previa al lanzamiento y los materiales de marketing, la localización en inglés convirtió a Estados Unidos en el país ficticio BBQ, con Nathan Adams trasladándose a la ciudad de San Peanutsburg dentro de BBQ. Sin embargo, el diálogo del videojuego deja claro que no es así y que «BBQ» está dentro del mismo estado (ya que se hacen frecuentes referencias a que Springdale (Floridablanca en español) está «al norte del estado», y que Nate y su familia se han trasladado al otro lado del estado, en lugar de al extranjero).

## Marketing
Las portadas de las versiones iniciales de Sushi y Tempura se publicaron junto con el anuncio de que el videojuego se dividiría en dos versiones en abril de 2016. En la portada de Sushi aparecen los equivalentes americanos de Komasan y Komajiro, rebautizados como los hermanos KK; en la de Tempura aparece Tomnyan, la versión americana de Jibanyan. Sushi y Tempura vendieron 632 135 copias combinadas durante su semana de lanzamiento, menos de la mitad de las ventas combinadas en la primera semana de Yo-kai Watch 2.
Sushi y Tempura fueron vendidos juntos en el Sushi/Tempura Busters T [Treasure] Pack (スシ/テンプラ バスターズTパック?), lanzado el 15 de diciembre de 2016 junto a Sukiyaki. Sukiyaki vendió 337 979 copias durante su semana de lanzamiento; el paquete Sushi/Tempura Busters vendió 17 709.

## Recepción
Yo-kai Watch 3 recibió una reseña positiva en Famitsu, con una puntuación de 37/40 para las versiones Sushi y Tempura. La versión Sukiyaki recibió la misma puntuación.
En Estados Unidos, GameSpot calificó el videojuego con 6/10, llamándolo «un momento divertido» y «un patio de juegos alegre y alocado donde viven criaturas parecidas a Pokémon». Nintendo Life fue significativamente más entusiasta, puntuando el videojuego con 9/10 y declarándolo «un último hurra triunfante para una de las series más queridas de la plataforma [3DS]». En general, el videojuego fue calificado con 80/100 en Metacritic.

## Secuela
El cuarto videojuego de la serie, Yo-kai Watch 4, se lanzó para Nintendo Switch en Japón el 20 de junio de 2019. En un panel celebrado durante la Anime Expo en julio de 2019 se confirmó un lanzamiento en occidente, sin embargo, en octubre de 2020, las operaciones de Level 5 en Norteamérica cerraron, lo que puso en duda las posibilidades de que el videojuego se lanzase en occidente.